# Dolina Suchej Wody Gąsienicowej

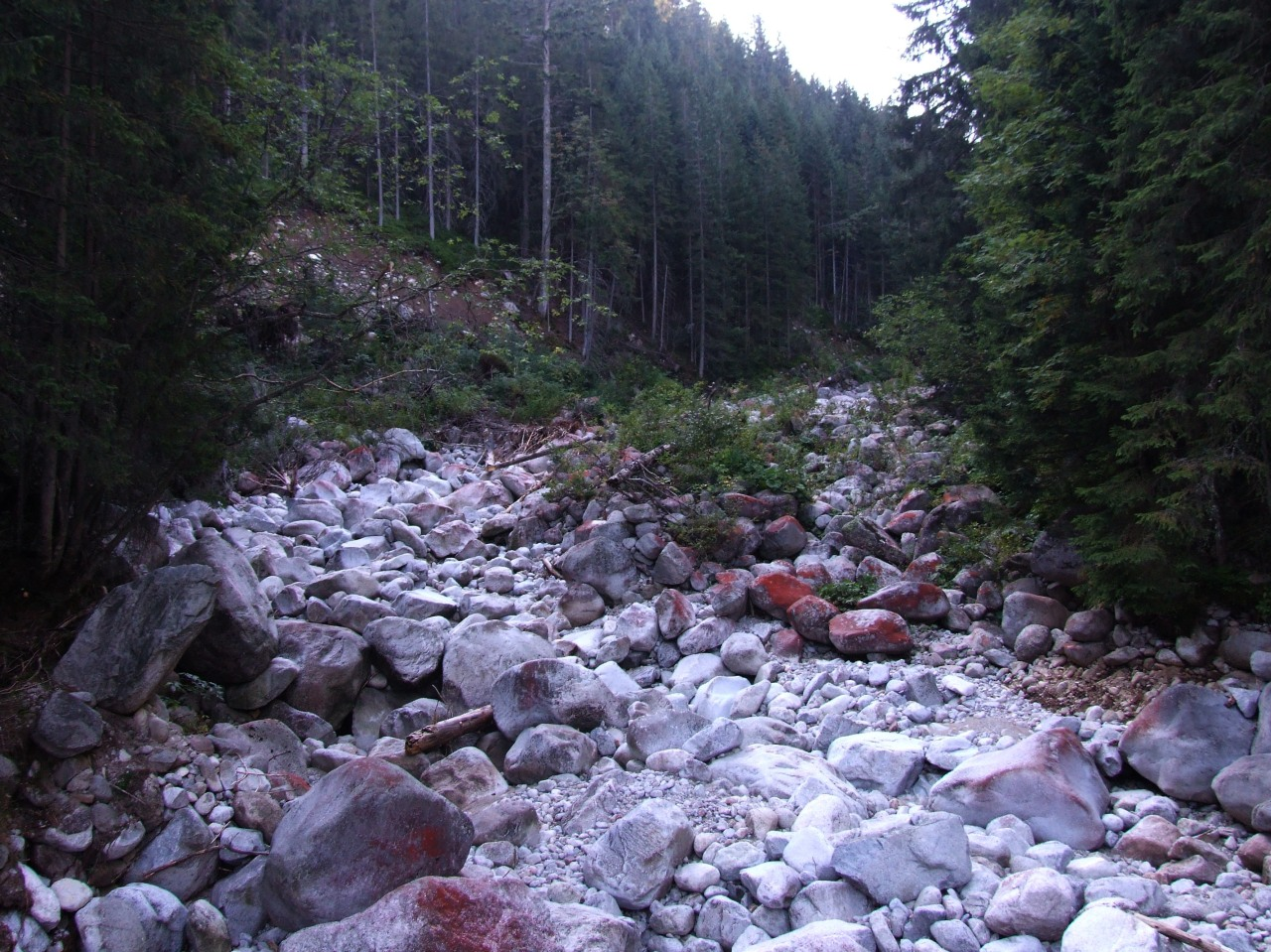
Koryto Suchej Wody poniżej Psiej Trawki

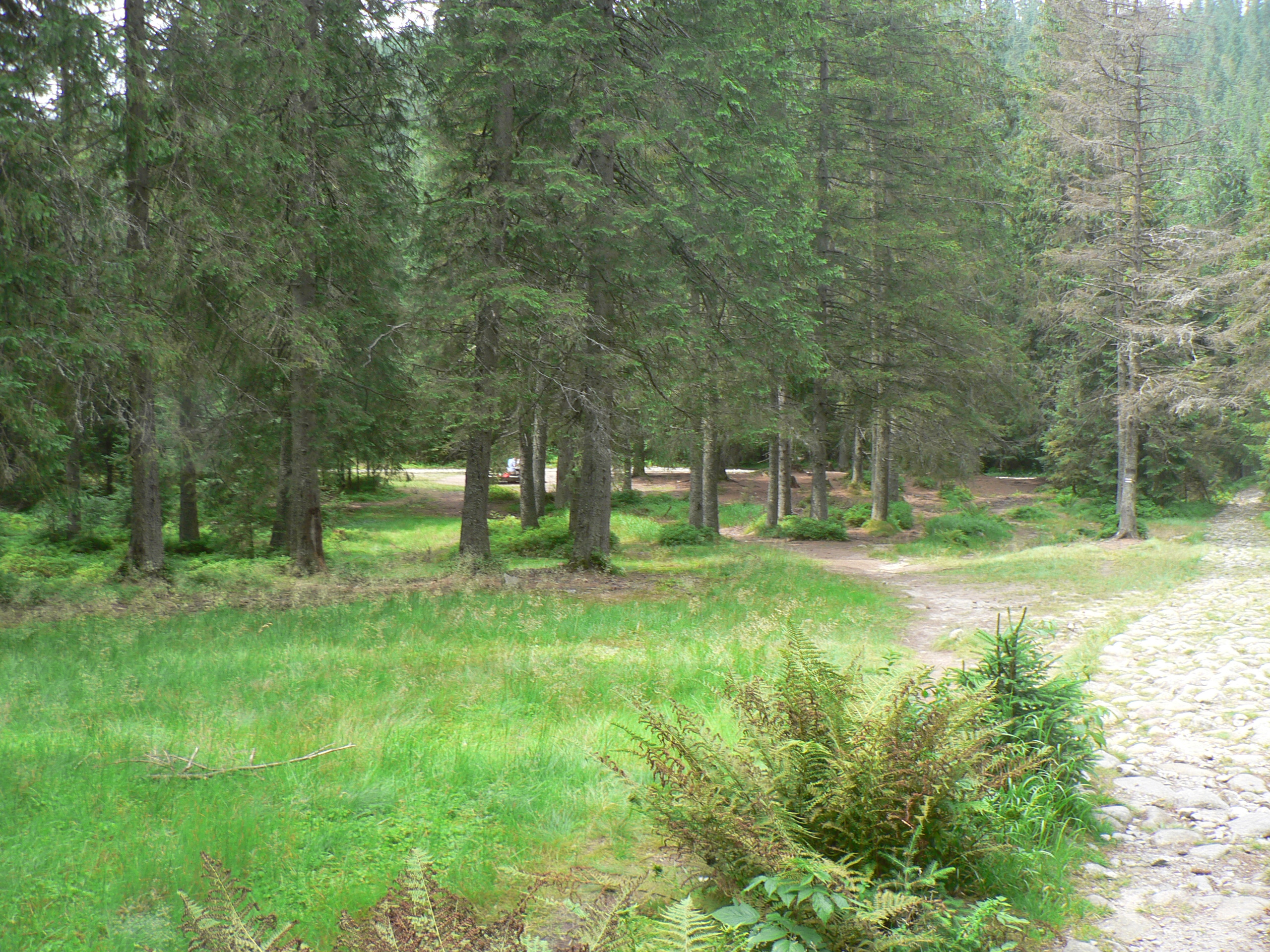
Psia Trawka – skrzyżowanie szlaków w dolnej części doliny

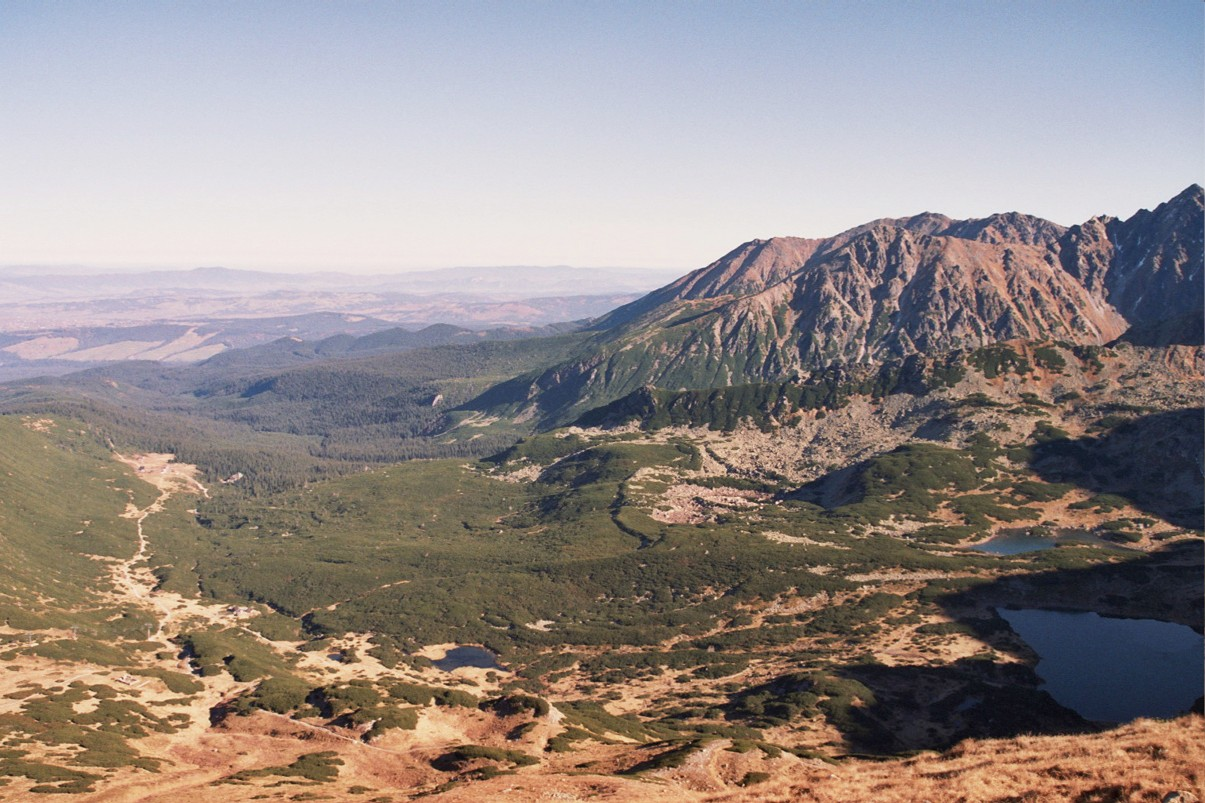
Dolina Gąsienicowa – górne piętro Doliny Suchej Wody

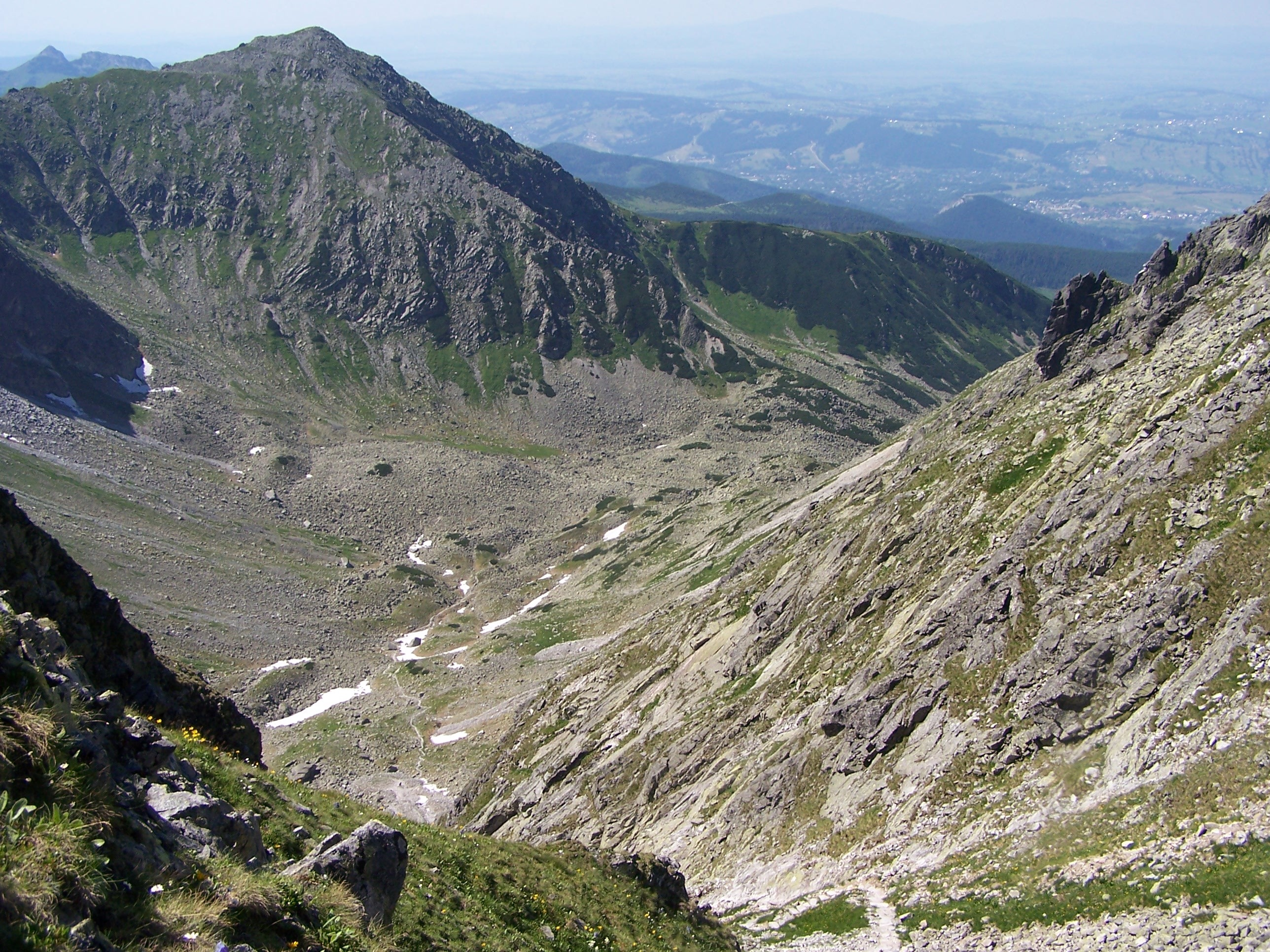
Górne piętro doliny Pańszczycy

Dolina Suchej Wody Gąsienicowej lub po prostu Dolina Suchej Wody (słow. dolina Suchej vody, niem. Suchawodatal, węg. Sucha-woda-völgy) – jedna z tatrzańskich dolin walnych po północnej stronie grani głównej. Przebiega przez nią granica pomiędzy Tatrami Wysokimi i Zachodnimi (od przełęczy Liliowe korytem potoku Suchej Wody). Nazwa doliny pochodzi od płynącego jej dnem potoku Sucha Woda, którego koryto – jak wskazuje nazwa – na długich odcinkach zazwyczaj jest suche, a woda płynie w nim podziemnymi przepływami. Dawniej czasami dolina nazywana była Doliną Porońca.

## Topografia
Powierzchnia doliny wynosi ok. 21 km², a jej długość w obrębie Tatr ok. 8 km. Górną i środkową część doliny Suchej Wody ograniczają:
- od północno-zachodniej strony: północno-wschodnia grań Kasprowego Wierchu i tworzący jej przedłużenie Królowy Grzbiet,
- od południa: grań główna Tatr od Kasprowego Wierchu po Świnicę i dalej wschodnia grań Świnicy po Krzyżne,
- od wschodu: grań Koszystej i Ostry Wierch Waksmundzki[3].

Trudniej określić granice doliny w jej najniższej części. Tworzą je tutaj niskie grzbiety i morenowe wały. Najdalej wysuniętymi na północ wzniesieniami w ograniczających ją grzbietach są Kotlinowy Wierch (po zachodniej stronie) i Kobyła (po wschodniej stronie). Po wschodniej stronie Niżniego Toporowego Stawu potok Sucha Woda zmienia kierunek z północnego na północno-wschodni i płynąc nieco na południe od drogi Oswalda Balzera, na odcinku o długości ponad 1 km (po Wawrzeczkową Cyrhlę) tworzy naturalną granicę między Tatrami a Rowem Podtatrzańskim.
Na wysokości ok. 1157 m n.p.m. (miejsce połączenia się Suchej Wody z Pańszczyckim Potokiem) dolina rozwidla się na: Dolinę Gąsienicową i Pańszczycę. Zazwyczaj nazwę Dolina Sucha Gąsienicowa stosuje się do dolnej części doliny, przed jej rozgałęzieniem się. Górne części doliny to Dolina Gąsienicowa i Pańszczyca.

## Opis doliny
Dolina Suchej Wody należy do dolin polodowcowych. Zbudowana jest przede wszystkim z granitoidów oraz (w części Tatr Zachodnich) ze skał osadowych w typowym trzypiętrowym układzie. Część wyższa z bogatą rzeźba polodowcową, morenami, kotłami, nieckami jezior, mutonami porośnięta jest kosodrzewiną i lasem świerkowym, część dolna łagodnie obniżająca się w kierunku północnym – dobrze zachowanym lasem świerkowym. Zachowały się fragmenty lasu pierwotnego (np. Las Gąsienicowy). Doskonale ukształtowany amfiteatr moren w tej dolinie opisywał już w 1847 r. Ludwik Zejszner. W dolinie występują też torfowiska wysokie z kosodrzewiną, jedno z nich ma grubość 5,8 m.
W dolinie silnie rozwinięte są zjawiska krasowe. Woda płynie podziemnymi przepływami i ginie w ponorach nie tylko w Suchym Potoku, ale również w jego dopływach: w Czarnym Potoku i Pańszczyckim Potoku, wypływając potem w oddalonych wywierzyskach. Cieków wodnych płynących niekiedy niezgodnie z rzeźbą terenu – tzw. suchych wód jest tutaj wiele. Część doliny odwadniana jest przez wywierzyska wypływające w innych dolinach, np. przez Goryczkowe Wywierzysko, wywierzysko Jaskini Kasprowej Niżniej i Wywierzysko Olczyskie.
W dolnej części doliny znajdują się dwa niewielkie, morenowe jeziora – Toporowy Staw Wyżni i Niżni.

## Turystyka
Na Hali Gąsienicowej w latach 1921–1925 zbudowano schronisko „Murowaniec”. Do niego poprowadzono w latach 1921–1923 utwardzoną drogę (zamkniętą dla samochodów, używaną m.in. do zaopatrzenia schroniska). Innymi zabudowaniami w dolinie są: baza szkolenia taterników – „Betlejemka”, leśniczówka TPN – „Księżówka”, meteorologiczna stacja pomiarowa PAN, budynek strażników TPN „Gawra” oraz kilka szałasów pasterskich. W okresie letnim w dolinie przy drodze do „Murowańca” na tzw. Rąbaniskach działało pole namiotowe PZA w Dolinie Suchej Wody, zlikwidowane do 20 sierpnia 2009. Przez dolinę i jej odgałęzienia prowadzi kilka szlaków turystycznych.
Doliną Suchej Wody poprowadzono drogę jezdną z Brzezin do schroniska „Murowaniec”. Rozbudowało ją i utwardziło wojsko w latach 1921–1923. Służy do zaopatrzenia schroniska, dla pojazdów samochodowych jest zamknięta (z wyjątkiem pojazdów niektórych służb).

## Szlaki turystyczne
W dolnej, właściwej części Doliny Suchej Wody przebiegają 2 szlaki turystyczne:
 Brzeziny – Psia Trawka – schronisko „Murowaniec”. Czas przejścia: 2:15 h, ↓ 1:45 h. Szlak ten udostępniony jest również dla rowerów
 Toporowa Cyrla – Psia Trawka – Waksmundzka Polana – Wodogrzmoty Mickiewicza d- Morskie Oko – Rysy. Czas przejścia z Toporowej Cyrhli na Psią Trawkę: 1:10 h, z powrotem 1 h.